# Fall (Familienname)
Fall ist ein deutscher Familienname.

## Herkunft und Bedeutung
Fall ist ein Wohnstättenname, der auf das mittelhochdeutsche bzw. das mittelniederdeutsche val (deutsch: Fall oder Mündung) zurückgeht. Er bezeichnete also Personen die an einem Wasserfall, einer windbruchgefährdeten Stelle, an abfallendem Gelände, einer Flussmündung oder auf einem entsprechend benannten Flurstück wohnten.

## Varianten
- Faller

## Namensträger
- Aicha Fall (* 1993), mauretanische Leichtathletin
- Albert B. Fall (1861–1944), US-amerikanischer Politiker (New Mexico)
- Aminata Sow Fall (* 1941), senegalesische Schriftstellerin
- Baye Djiby Fall (* 1985), senegalesischer Fußballspieler
- Bernard B. Fall (geb. Bernhard Fall; 1926–1967), französisch-amerikanischer Politikwissenschaftler und Journalist
- Charles G. Fall (1845–1932), US-amerikanischer Jurist und Schriftsteller
- David Fall (Wasserspringer) (1902–1964), US-amerikanischer Wasserspringer
- David Fall (Fußballspieler) (* 1978), deutscher Fußballspieler
- Dieylani Fall (* 1989), senegalesischer Fußballspieler
- Fallou Fall (* 2004), senegalesischer Fußballspieler
- Fatou Bintou Fall (* 1981), senegalesische Sprinterin
- François Lonseny Fall (* 1949), guineischer Politiker
- Frederick Fall (1901–1974), österreichischer Dirigent und Komponist
- Ibrahima Fall (1855–1930), senegalesischer Sufi
- Karl Fall (* um 1950), deutscher Entwicklungshelfer
- Leo Fall (1873–1925), österreichischer Komponist
- Malick Fall (Fußballspieler) (1968–2023), senegalesischer Fußballspieler
- Malick Fall (Schwimmer) (* 1985), senegalesischer Schwimmer
- Mamadou Fall (Diplomat), senegalesischer Diplomat
- Mamadou Fall (Boxer), senegalesischer Boxer
- Mamadou Fall (Fußballspieler) (* 1991), senegalesischer Fußballspieler
- Mouhamadou Fall (* 1992), französischer Leichtathlet
- Mourtada Fall (* 1987), senegalesischer Fußballspieler
- Moussa Fall (* 1963), senegalesischer Mittelstreckenläufer
- Moussa Sagna Fall (* 1959), senegalesischer Hochspringer
- Moustapha Fall (* 1992), französischer Basketballspieler
- Ndongo Fall (1947–2016), senegalesischer Damespieler und -funktionär
- Papa Khalilou Fall (* 1947), senegalesischer Diplomat
- Richard Fall (1882–1945), österreichischer Komponist und Dirigent
- Samba Fall (* 1964), mauretanischer Leichtathlet
- Siegfried Fall (1877–1943), österreichischer Komponist und Pianist
- Tacko Fall (* 1995), senegalesischer Basketballspieler
- Tony Fall (1940–2007), britischer Automobilrennfahrer
- Wal Fall (* 1992), deutsch-senegalesischer Fußballspieler
- Yacoub Fall (* 1980), mauretanischer Fußballspieler
- Youssoupha Fall (* 1995), senegalesisch-französischer Basketballspieler